# Rackelbådahålet
Rackelbådahålet är ett sund i Finland. Det ligger i Vasa i landskapet Österbotten, i den västra delen av landet, 400 km nordväst om huvudstaden Helsingfors.
Rackelbådahålet är ett sund som går mellan Rackelbådan och Storbådan i söder och Fårskärbådan samt Munsmo Fårskäret i norr. 